# نبرد در لس‌آنجلس
نبرد در لس‌آنجلس (به انگلیسی: Battle: Los Angeles) (نام‌های دیگر:نبرد: لس‌آنجلس یا هجوم به جهان: نبرد در لس‌آنجلس) نام فیلم اکشن، ارتشی-تخیلی و جنگی محصول سال ۲۰۱۱ است و بازیگرانی هم‌چون آرون اکهارت و میشل رودریگز در آن به ایفای نقش پرداخته‌اند.
داستان این فیلم در مورد حملهٔ موجودات فضایی ناشناس به زمین و محافظت دلیرانهٔ سربازان آمریکایی از شهر لس آنجلس است.